# 立霧山
立霧山（太魯閣語： 或 ），又名崇德山，位於台灣花蓮縣秀林鄉崇德村的一座山峰，峰頂海拔1,274公尺，為台灣小百岳之一。該山峰地處立霧溪與其支流砂卡礑溪及太平洋諸小溪流的分水嶺上，立有三等三角點1221號。
立霧山位於太魯閣國家公園內，其西南方約3公處即為太魯閣國家公園管理處兼遊客中心。